# 하이브스

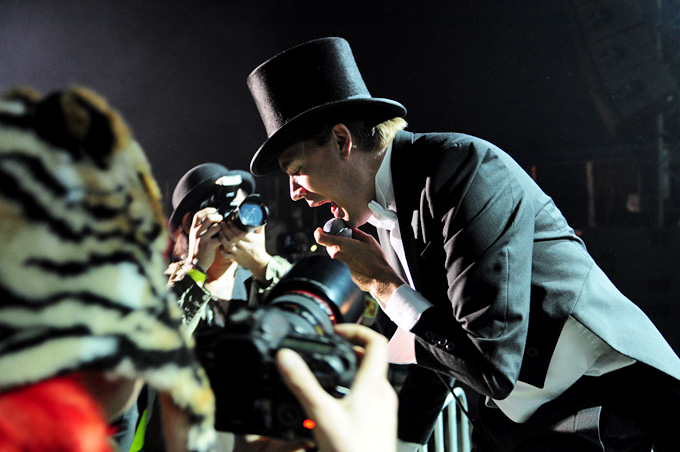

하이브스(The Hives)는 스웨덴의 록 밴드이다. 2000년대 초반 거라지 록 부흥 시기에 저명해졌다. 싱글 Hate to Say I Told You So를 포함하는 음반 Veni Vidi Vicious의 발매와 함께 주류에 성공적으로 편입했다. 이 밴드는 최고의 라이브 록 밴드들 중 하나로서 음악 평론가들에 의해 찬사를 받았다.

## 디스코그래피
스튜디오 음반
- Barely Legal (1997)
- Veni Vidi Vicious (2000)
- Tyrannosaurus Hives (2004)
- The Black and White Album (2007)
- Lex Hives (2012)